# Глутамин
Глутамин (Gln ili Q) је једна од 20 амино киселина која је кодирана обрасцем генетичког кода. Његов бочни ланац садржи амидну групу, тако што је хидроксилна група глутаминске киселине замењена амино групом. Глутамин је у ствари моноамид глутаминске киселине, а добија се реакцијом глутаминске киселине и амонијака.

## Биохемија
Глутамин је генетички кодиран од стране РНК кодова CAA и CAG. Његова трословна скраћеница је Gln, а једнословна скраћеница Q. Трословна ознака за глутамин или глутаминску киселину је Glx (једнословна скраћеница је Z).
Као и друге амино киселине и глутамин је биохемијски важан састојак протеина. Амонијак (настао азотном фиксацијом) је претопљен у органска једињења претварањем глутаминске киселине у глутамин. Ензим који ово омогућава се назива глутамин синтаза. Глутамин, према томе, може бити коришћен као извор азота у биосинтези многих једињења, укључујући и друге амино киселине, пурине и пиримидине.

## Исхрана
Глутамин се налази у храни богатој протеинима, као што је риба, црвено месо, пасуљ и млечни производи.
Глутамин се користи као помоћно средство када се неко бави дизањем тегова, спортовима који захтевају већу издржљивост и неким другим спортовима, а исто тако га користе и они који пате од мишићних грчева или реуматских болова. Основна намена за коришћење глутамина сем у исхрани код обе ове групе, јесте и као додатак телесним залихама амино киселина, јер су оне биле коришћене током вежбања или свакодневних активности.
Испитивања која су истраживала проблеме са прекомерном потрошњом глутамина до сад су се показала неубедљива. Ипак, нормално дозирање је здраво, превасходно зато што би глутамин требало да се додаје после продужених периода вежбања (нпр. тренирање или вежбање у којем се захтева коришћење амино киселина) као и у исхрани у току поста, и код људи који пате од психичких проблема, ослабљеног имунитета или рака.
Постоји неколико испитивања која говоре о утицају глутамина као и о особинама које су особене за њега. Данас постоји значајна количина доказа која повезује глутамином обогаћене дијете са процесима, као што су: одржавање функција цревних бактерија, као и то да генерално смањују септичну болешљивост и симптоме проблема са варењем.
Разлог за такве прочишћавајуће особине које поседује глутамин, произилазе из чињенице да је интестинална сразмера вађења глутамина већа него код других амино киселина и због тога се сматра најбољом опцијом кад се покушавају ублажити проблеми везани за гастроинтестинални тракт. Ови услови су откривени после поређења концентрације плазме у цревима између глутамином обогаћене и необогаћене дијете. Ипак, ако постоји мишљење да глутамин има прочишћавајуће особине и утицаје, непознато је до ког опсега глутамин има клиничке погодности, због различитих концентрација глутамина у разноврсној исхрани. 
Такође је познато да глутамин има различите ефекте у смањивању времена залечења након операција. Време боравка у болници након операције стомака је значајно смањено јер се обезбеђује прописан начин исхране пацијентима, која садржи одређену количину глутамина. Клиничка истраживања су открила да пацијенти на режиму дијете која садржи глутамин, имају побољшан азотни баланс, генерацију цистеинил-леукотриенила из полиморфнуклеарних неутрофилних гранулоцита и побољшан опоравак лимфоцита и интестиналну пермеабилност (код оперисаних пацијената), у поређењу са онима који немају глутамин у њиховом режиму исхране, и све то без икаквих споредних ефеката.
Л-глутаминска киселина је најзаступљенија амино киселина у пшеници. Садржана је у метаболизму шећера и масти. Има важну улогу за рад мозга, производњу ДНК, глутатиона и осталих амино киселина. Помаже одстрањењу амонијака из тела. Л-глутамин је најважнији извор енергије за мозак и цело тело. Има га у церебралном кортексу и другим деловима мозга. Количина глутамина у крви је три до четири пута већа од свих осталих амино киселина. Тело га мења у глутаминску киселину. Доказано је да има значајну улогу за правилан рад имунолошког система.